# Tour du Poitou-Charentes 2017
Le Tour du Poitou-Charentes 2017 est la 31e édition de cette course cycliste. Il a lieu du 22 au 25 août 2017 en France, dans la région Nouvelle-Aquitaine. Il fait partie de l'UCI Europe Tour 2017 en catégorie 2.1. Il est remporté par le coureur danois Mads Pedersen, membre de l'équipe Trek-Segafredo et vainqueur de la quatrième étape, disputée contre-la-montre.

## Équipes
| WorldTeams (6)- AG2R La Mondiale - FDJ - Movistar Team - Sky - BMC Racing Team - Trek-Segafredo Équipes continentales professionnelles (9)- Direct Énergie - Cofidis, Solutions Crédits - Fortuneo-Oscaro - Delko Marseille Provence KTM - Wanty-Groupe Gobert - Sport Vlaanderen-Baloise - Bardiani CSF - Gazprom-RusVelo - Wilier Triestina-Selle Italia Équipes continentales (3)- HP BTP-Auber 93 - Roubaix Lille Métropole - Armée de terre |
| |

## Étapes
| Étape     | Date    | Villes étapes                                     | type                        | Distance (km) | Vainqueur d'étape | Leader du classement général |
| --------- | ------- | ------------------------------------------------- | --------------------------- | ------------- | ----------------- | ---------------------------- |
| 1re étape | 22 août | Bressuire – Saintes                               |                             | 199,5         | Elia Viviani      | Elia Viviani                 |
| 2e étape  | 23 août | Saint-Savinien-sur-Charente – Roumazières-Loubert |                             | 185,7         | Nacer Bouhanni    | Nacer Bouhanni               |
| 3e étape  | 24 août | Vouillé – Neuville-de-Poitou                      |                             | 94,7          | Elia Viviani      | Elia Viviani                 |
| 4e étape  | 24 août | Mirebeau – Neuville-de-Poitou                     | contre-la-montre individuel | 20,6          | Mads Pedersen     | Mads Pedersen                |
| 5e étape  | 25 août | Roumazières-Loubert – Poitiers                    |                             | 157,8         | Marc Sarreau      | Mads Pedersen                |

## Classement général
| \| Classement général \| Classement général \| Classement général \| Classement général \| Classement général \| \| Coureur \| Coureur \| Pays \| Équipe \| Temps \| \| ------------------ \| -------------------- \| ------------------ \| ------------------ \| ------------------ \| \| 1er \| Mads Pedersen \| Danemark \| Trek-Segafredo \| 15 h 12 min 06 s \| \| 2e \| Jonathan Castroviejo \| Espagne \| Movistar Team \| + 35 s \| \| 3e \| Jempy Drucker \| Luxembourg \| BMC Racing Team \| + 42 s \| \| 4e \| Benjamin Thomas \| France \| Armée de terre \| + 48 s \| \| 5e \| Elia Viviani \| Italie \| Team Sky \| + 59 s \| \| 6e \| Bruno Armirail \| France \| FDJ \| + 59 s \| \| 7e \| Owain Doull \| Royaume-Uni \| Team Sky \| + 1 min 07 s \| \| 8e \| Gediminas Bagdonas \| Lituanie \| AG2R La Mondiale \| + 1 min 17 s \| \| 9e \| Damien Gaudin \| France \| Armée de terre \| + 1 min 22 s \| \| 10e \| Lilian Calmejane \| France \| Direct Énergie \| + 1 min 32 s \| |                      |             |                  |                  |
| |                      |             |                  |                  |
| Source : ProCyclingStats |                      |             |                  |                  |
| Classement général |                      |             |                  |                  |
| Coureur | Coureur              | Pays        | Équipe           | Temps            |
| 1er | Mads Pedersen        | Danemark    | Trek-Segafredo   | 15 h 12 min 06 s |
| 2e | Jonathan Castroviejo | Espagne     | Movistar Team    | + 35 s           |
| 3e | Jempy Drucker        | Luxembourg  | BMC Racing Team  | + 42 s           |
| 4e | Benjamin Thomas      | France      | Armée de terre   | + 48 s           |
| 5e | Elia Viviani         | Italie      | Team Sky         | + 59 s           |
| 6e | Bruno Armirail       | France      | FDJ              | + 59 s           |
| 7e | Owain Doull          | Royaume-Uni | Team Sky         | + 1 min 07 s     |
| 8e | Gediminas Bagdonas   | Lituanie    | AG2R La Mondiale | + 1 min 17 s     |
| 9e | Damien Gaudin        | France      | Armée de terre   | + 1 min 22 s     |
| 10e | Lilian Calmejane     | France      | Direct Énergie   | + 1 min 32 s     |